# Sidney Siegel
Sidney Siegel (ur. 1916, zm. 1961) – amerykański psycholog i statystyk, współtwórca (wspólnie z Johnem Tukeyem) testu Siegela–Tukeya. Popularyzator statystyki nieparametrycznej.

## Ważniejsze prace
- Nonparametric Statistics (1956)